# Aardappelmoeheid

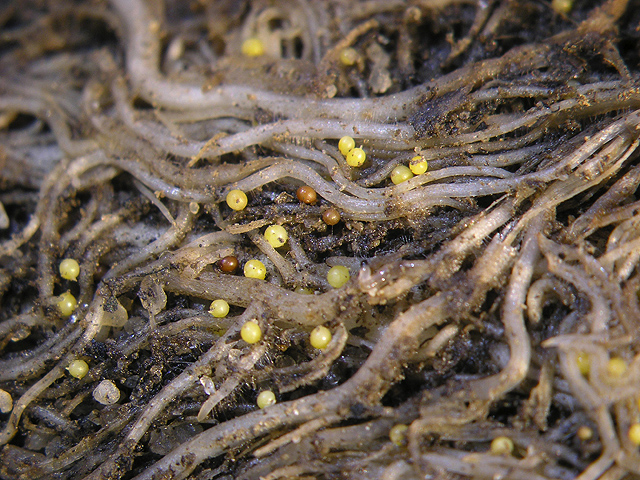
Cysten van nematoden op wortels van aardappelen

Aardappelmoeheid is een plantenziekte op aardappelen die veroorzaakt wordt door rondwormen (nematode), uit het geslacht van de aardappelcystenaaltjes (Globodera). Er zijn een groot aantal soorten cystenaaltjes die ook moeheid bij andere gewassen veroorzaken, bijvoorbeeld het bietencystenaaltje of het klavercystenaaltje.
Er zijn op aardappel twee soorten cystenaaltjes: Globodera rostochiensis (Ro) en Globodera pallida (Pa). De eerste soort is genoemd naar de eerste vindplaats van deze ziekte in Europa aan het begin van de 20e eeuw. Dat was in Rostock in het noordoosten van Duitsland. Binnen deze twee soorten komen verschillende pathotypen voor. Pathotypen verschillen in hun vermogen om zich te vermeerden op resistente rassen.

## Biologie
Cysten zijn niets anders dan opgeblazen ronde vrouwelijke aaltjes, 1 mm groot met een leerachtige huid. In die cysten zitten aanvankelijk zo'n 400 eieren met jonge larven. Die eieren kunnen vele jaren in leven blijven, jaarlijks sterft ongeveer een derde van de eieren.
Pas als er aardappelen in de grond geplant worden, komen de larven uit de eieren. Ze worden gelokt door lokstoffen uit de aardappelwortels en kruipen naar de aardappelwortels.
De verschillende rassen van aardappel verschillen in gevoeligheid voor de verschillende pathotypen. Het is mogelijk om aan de hand van een monster te bepalen welke pathotypen er in de grond zitten, en daar de rassenkeuze van af te laten hangen.

## Betekenis
Aardappelmoeheid, afkomstig uit Zuid-Amerika, is inmiddels een ziekte die wijdverspreid is over de hele wereld. De speldenknopgrote cysten worden getransporteerd met aanhangende grond aan bijvoorbeeld aardappelknollen, landbouwwerktuigen of in kluiten van pootaardappelen.
De ziekte kan flinke opbrengstderving geven. In aangetaste aardappelgewassen ontstaan plekken waar de planten slecht groeien of doodgaan, de zogenaamde valplekken.
Omdat er nog steeds landen zijn die beweren geen aardappelmoeheid te hebben, stellen ze eisen aan de import van planten. Zo moeten alle gewassen van de boomteelt die naar Amerika geëxporteerd worden, vrij zijn van aanhangende grond.
Voor de boomteelt is de ziekte daarom ook schadelijk. Hoewel de aaltjes zich alleen kunnen vermeerderen op aardappel en tomaat, moeten boomkwekers vanwege dat grondtransport een verklaring hebben waarop staat dat de grond vrij is van aardappelmoeheid. In Nederland moet deze verklaring aangevraagd worden bij een door de Plantenziektenkundige Dienst (PD) aangewezen laboratorium.

## Bestrijding
Bestrijding van aardappelmoeheid is niet eenvoudig. Uit te voeren bestrijdingsmaatregelen zijn de teelt van een resistent ras, grondontsmetting met chemische bestrijdingsmiddelen, het hanteren van een wachtperiode van minimaal 6 jaar, de teelt van een vanggewas of een combinatie van deze maatregelen.

### Regelgeving
Voor het telen van voortkwekingsmateriaal of pootaardappelen is een geldige officiële Onderzoeksverklaring AM (aardappelmoeheid) nodig. De Plantenziektenkundige Dienst heeft voor het onderzoek de Nederlandse Algemene Keuringsdienst aangewezen die deze verklaringen mogen afgeven. Als uit een officieel AM-onderzoek blijkt dat een (gedeelte van een) perceel besmet is met aardappelcysteaaltjes, moet de Plantenziektenkundige Dienst een besmetverklaring opleggen. Deze verplichting is opgenomen in de EU-bestrijdingsrichtlijn.
Het Hoofdproductschap Akkerbouw heeft op verzoek van de akkerbouwers de verordening aardappelmoeheid vastgesteld. Doel van deze verordening is om, aanvullend op het overheidsbeleid, de besmetting met aardappelmoeheid te beheersen, verdere verspreiding te voorkomen en de export van voortkwekingsmateriaal (waarvoor de eis geldt dat dit AM-vrij moet zijn) niet te belemmeren. Het algemene voorschrift is dat slechts één keer in drie jaar op hetzelfde perceel aardappelen geteeld mogen worden. In gebieden waar veel voortkwekingsmateriaal of pootaardappelen worden geteeld, geldt een verbod voor de aardappelteelt.